# João Rodrigues (cyclisme)
Pour les articles homonymes, voir João Rodrigues et Rodrigues.
Lourenço Rodrigues est un nom portugais ; le premier nom de famille (d'usage facultatif) est Lourenço et le second est Rodrigues.
João Pedro Lourenço Rodrigues, né le 15 novembre 1994 à Faro, est un coureur cycliste portugais.

## Biographie
João Rodrigues devient coureur professionnel en 2013 dans l'équipe continentale portugaise Carmim-Tavira, renommée ensuite Tavira. 
En 2015, il est sélectionné en équipe du Portugal espoirs pour participer à diverses manches de la Coupe des Nations U23. L'année suivante, il est engagé par la formation W52-FC Porto. D'abord équipier, il devient ensuite l'un des leaders de l'équipe. 
Lors de la saison 2019, il s'illustre en remportant le Tour de l'Alentejo et le Tour du Portugal, au sein d'une équipe W52-FC Porto dominatrice. Deux ans plus tard, il s'impose sur le Tour de l'Algarve.
En avril 2022, dans le cadre de l'affaire de dopage de l'équipe W52-FC Porto, il est sanctionné de trois ans de suspension. En avril 2023, cette peine est alourdie de quatre ans par l'Union cycliste internationale, pour des anomalies dans son passeport biologique. Il est donc suspendu sept ans.

## Palmarès
- 2019
  - Tour de l'Alentejo : 
    - Classement général
    - 5e étape (contre-la-montre)

  - Tour du Portugal :
    - Classement général
    - 4e et 10e étapes
- 2021
  - Classement général du Tour de l'Algarve

## Classements mondiaux
| Année                                 | 2017  | 2018  | 2019 | 2020 | 2021 | 2022  |
| ------------------------------------- | ----- | ----- | ---- | ---- | ---- | ----- |
| Classement mondial                    | 2106e | 1322e | 282e | 724e | 264e | 2885e |
| UCI Europe Tour                       | 1361e | 814e  | 229e | 579e | 225e | 1732e |
|                                       |       |       |      |      |      |       |
| Légende : nc = non classéSource : UCI |       |       |      |      |      |       |